# Lijst van gemeenten in Yozgat
Onderstaande lijst bevat alle gemeenten (2000) in de Turkse provincie Yozgat.
| District    | Gemeente        |
| ----------- | --------------- |
| Akdağmadeni | Akdağmadeni     |
| Akdağmadeni | Belekçehan      |
| Akdağmadeni | Oluközü         |
| Akdağmadeni | Umutlu          |
| Aydıncık    | Aydıncık        |
| Aydıncık    | Baştürk         |
| Aydıncık    | Baydiğin        |
| Aydıncık    | Kazankaya       |
| Aydıncık    | Kösrelik        |
| Boğazlıyan  | Boğazlıyan      |
| Boğazlıyan  | Çakmak          |
| Boğazlıyan  | Çalapverdi      |
| Boğazlıyan  | Devecipınar     |
| Boğazlıyan  | Ovakent         |
| Boğazlıyan  | Özler           |
| Boğazlıyan  | Sırçalı         |
| Boğazlıyan  | Uzunlu          |
| Boğazlıyan  | Yamaçlı         |
| Boğazlıyan  | Yenipazar       |
| Çandır      | Büyükkışla      |
| Çandır      | Çandır          |
| Çayıralan   | Curali          |
| Çayıralan   | Çayıralan       |
| Çayıralan   | Çokradan        |
| Çayıralan   | Evciler         |
| Çayıralan   | Konuklar        |
| Çekerek     | Bayındırhüyük   |
| Çekerek     | Bazlambaç       |
| Çekerek     | Beyyurdu        |
| Çekerek     | Çekerek         |
| Çekerek     | Özükavak        |
| Kadışehri   | Halıköy         |
| Kadışehri   | Kadışehri       |
| Saraykent   | Çiçekli         |
| Saraykent   | Dedefakılı      |
| Saraykent   | Ozan            |
| Saraykent   | Saraykent       |
| Sarıkaya    | Babayağmur      |
| Sarıkaya    | Karayakup       |
| Sarıkaya    | Sarıkaya        |
| Sarıkaya    | Yukarısarıkaya  |
| Sorgun      | Ahmetfakılı     |
| Sorgun      | Araplı          |
| Sorgun      | Bahadın         |
| Sorgun      | Belencumafakılı |
| Sorgun      | Çiğdemli        |
| Sorgun      | Doğankent       |
| Sorgun      | Eymir           |
| Sorgun      | Gedikhasanlı    |
| Sorgun      | Gülşehri        |
| Sorgun      | Karakız         |
| Sorgun      | Sorgun          |
| Şefaatli    | Kuzayca         |
| Şefaatli    | Paşaköy         |
| Şefaatli    | Sarıkent        |
| Şefaatli    | Şefaatli        |
| Yenifakılı  | Bektaşlı        |
| Yenifakılı  | Yenifakılı      |
| Yerköy      | Saray           |
| Yerköy      | Sekili          |
| Yerköy      | Yerköy          |
| Yozgat      | Çadırardıç      |
| Yozgat      | Esenli          |
| Yozgat      | Osmanpaşa       |
| Yozgat      | Yozgat          |